# 윤혜렴
윤혜렴(1984년 ~)은 대한민국의 영화감독, 시나리오작가다.

## 방송
- 비디오 서바이벌 디렉터스 2 (2012) - 우승
- 아홉수 소년 (2014) - 공동연출
- 썸머, 러브머신 블루스 (2023) - 연출

## 영화
- 모나코 그늘 속의 28℃ (2006) - 촬영
- 할매와 매다기 (2006) - 감독, 각본
- 매트릭스 컴퍼니 (2008) - 감독, 각본
- 아빠는 밸리댄서 (2009) - 감독, 각본
- 사진 속 그녀 (2009) - 감독, 각본
- 호로자식을 위하여 (2009) - 감독, 각본

## 수상
- 2009년 제5회 대한민국 대학 영화제 최우수상
- 2007년 제5회 광화문국제단편영화제 뉴필름메이커상
- 2007년 제3회 대한민국 대학 영화제 촬영상
- 부산디지털콘텐트 유니버시아드 심사위원 특별상